# Arne Henriksen
Arne Henriksen (født 26. februar 1944 i Søndre Land) er en norsk arkitekt, der har arbejdet indenfor postmodernismen og som er særlig kendt for sit arbejde med bygninger til jernbaner og forstadsbaner.
Henriksen voksede op i Bærum og blev udlært fra Norges tekniske høgskole (NTH) i Trondheim i 1971. Han blev ansat ved NSB Arkitektkontor i 1975 og arbejdede der frem til 1989, hvor han startede sin egen virksomhed. Fra 1989 til 1992 var han også professor i form og tegning ved Arkitekthøgskolen i Oslo.
Med sin egen virksomhed arbejdede han fra 1989 især indenfor transportsektoren, og tegnede både stationer og depoter for Oslo Sporveier og Norges Statsbaner (NSB). NSB modtog Statens byggeskikkpris som bygherre for Lillestrøm stasjon, der var tegnet af Arne Henriksen. Han tegnede desuden flere stationer på Holmenkollbanen, Røabanen og Sognsvannsbanen samt alle stationer på den opgraderede Kolsåsbanen for Sporveien T-banen. Henriksen har vundet Houens fonds diplom tre gange (1988, 1991 og 2008) samt Treprisen i 1996. Henriksen modtok Grosch-medaljen i 2014.

## Udvalgte arbejder
- Holmlia stoppested (1982) – For NSB Arkitektkontor, Houens fonds diplom i 1988.
- Remise ved Lodalen depot på Dyvekes vei 2 (1988) – For NSB Arkitektkontor, Betongelementprisen i 1989 og Houens fonds diplom i 1991.
- Frognerseteren Station (1993)
- Slependen stoppested (1993)
- Lillestrøm Station (1998)
- Norges Varemesse på Lillestrøm sammen med Erik Bystrup (2002) – Houens fonds diplom i 2008.
- Sandvika Station[3]
- Avløs Station[4]
- Bekkestua Station - Bærum kommunes arkitekturpris 2012[5]